# المسجد الكبير (الكويت)
مسجد الدولة الكبير هو مسجد يقع في مدينة الكويت قرب شاطئ الخليج العربي اُفتتح عام 1986م بناء على توجيهات من الشيخ جابر الأحمد الصباح. بدأ العمل في بنائه عام 1979 واكتمل عام 1986 وبلغت كلفة إنجازه 14 مليون دينار كويتي وساهم في بنائه خمسون مهندسا وأربعمائة وخمسون عاملا. صمم المسجد المهندس المعماري محمد صالح مكية واختار تصميمه على الطراز الأندلسي الفاخر وتبلغ مساحة المسجد 45 ألف مترا مربعا، منها 25 ألف مترا مربعا مبنية، و 20 ألف مترا مربعا مكشوفة تشكل حدائق وممرات المسجد الخارجية.
يعد أكبر مسجد في دولة الكويت حيث أنه يصلي في المسجد في ساحات المسجد في ليلة 27 من رمضان حوالي 170,000 شخص. يتبع المسجد من الناحية الإدارية إلى قطاع الشؤون الثقافية في وزارة الأوقاف والشؤون الإسلامية، ويقع مبنى الإدارة في الجهة الجنوبية من المسجد. تعمل إدارة المسجد الحالية تحت شعار «مؤسسة إسلامية رائدة ومعلم إسلامي متميز» وبشكل منسجم مع رؤية المسجد ورسالته وغاياته الإستراتيجية. ويؤم المصلين في صلاة القيام الشيخ مشاري بن راشد العفاسي والشيخ فهد الكندري والشيخ صلاح الهاشم ويؤم المصلين في الأيام العادية الإمام والخطيب في المسجد الكبير الشيخ د.وليد العلي
ويتكوّن المسجد الكبير من أجزاء عديدة تؤدي دورها بتناسق وإيقاع، فهي من جهة مجموعة لا تكاد توجد في مسجد آخر إلا في النادر من مساجد العالم، كما أنها من جهة أخرى تمثل عدة مدارس معمارية قديمة أصيلة وحديثة مبدعة، مع تميزها ببعض اللمسات المحلية ويتميز المسجد الكبير بوجود ثلاثة بيوت للصلاة: البيت الرئيسي، والمصلى اليومي، ومصلى النساء.

## المصلى الرئيسي
فأما المصلى الرئيسي أو القاعة الرئيسية فمربعة الشكل طول ضلعها 72 مترا، ومساحتها 5184 مترا مربعا، وبذلك تتسع لأكثر من عشرة آلاف مصل، وهي مخصصة لصلاة العيدين وصلاة الجمعة والمناسبات الدينية حيث تتجمع الحشود الضخمة، وترتفع وسط هذه القاعة الرئيسية القبة الضخمة التي تضارع أضخم قباب المساجد الفخمة في العالم، فارتفاعها عن أرض المسجد يصل إلى 43 مترا، وقطرها 26 مترا، ويحيط بها من جوانبها مائة أربع وأربعون نافذة، وتحملها أعمدة أربعة طول كل منها اثنان وعشرون مترا، وتتغلغل أشعة الشمس من خلال الجبس المفرغ المعشق بالزجاج الأبيض الذي يغطي فتحات النوافذ الخلفية فتلقى بظلال رائعة في الحسن، متعددة في الألوان، تنضم إلى ما في القبة من خطوط كتبت بخط قلم الثلث على السيراميك الأصفهاني الذي يغلب عليه اللون الأزرق المعشق باللازورد، وفي سرة القبة جرى قلم الخطاط الشهير محمد الحداد - الذي خط جميع كتابات المسجد الكبير - على شكل قرص الشمس بأسماء الله الحسنى بالخط الكوفي المورق باللون الأبيض على أرضية سيراميكية زرقاء اللون كزرقة البحر الساحر. وتحف بالقبة أربع قباب صغيرة من الجوانب الأربعة منقوشة بالجبس المغربي، تتدلى منها أربعة ثريات من الكريستال والنحاس المطلي بالذهب، وهي إيطالية الصنع وتحتوي كل ثريا على أكثر من مائة مصباح وطولها 7.5 مترا وعرضها 3.5 مترا ووزنها 1000 كغم... ولا تقتصر إضاءة بيت الصلاة الرئيسي على هذه الثريات الأربع الكبيرة، بل هناك ثمانون ثريا حائطية وسقفية ألمانية الصنع زجاجها من الكريستال، تنتشر في أرجاء القاعة كأنها مع الثريات الكبرى الكواكب السابحة حول النجوم النيرة في جو السماء.

## المحراب
ويلفت النظر في القاعة الرئيسية في المسجد الكبير في الكويت المحراب الرئيسي، وهو أوسط سبعة محاريب تتصدر جدار قبلة الصلاة، وتغلب عليه الألوان المستوحاة من البيئة الكويتية وهي الأزرق والأصفر، وهو مكسو من الداخل بمسطح من الزليج المغربي منقوش بنقوش هندسية إسلامية، وتبرز فوقه آية كتبت بخط الثلث باللون الأزرق على أرضية صفراء يحيط بها آية أخرى بالخط الكوفي على الحجر الطبيعي الباكستاني، فيما يظهر تحت البرواز عمودان من رخام يوناني أبيض صاف تنتشر فيهما الزخرفة بالأشكال الهندسية.

## المنبر
أما المنبر فلقد صنع من خشب الساج المتين ومدخله من يسار المحراب ودرجاته الدائرية الأربع عشرة مخفية خلف المحراب داخل جدار القبلة، وارتفاعه حوالي مترين وفيه نقوش وأشكال بديعة.

## المصلى اليومي
أما المصلى اليومي فهو خلف المصلى الرئيسي من جهة الشرق متصل به في البناء ومساحته تتسع لخمسمائة مصل في وقت واحد ويستخدم لأداء الصلوات الخمس اليومية والدروس الدورية العادية المنتشرة في معظم مساجد الكويت عقب بعض الصلوات حسبما يراه الإمام ويناسب المصلين، وفي هذا المصلى اليومي محراب خاص من خشب الساج وحوائطه على شكل أقواس من الديكور والزليج المغربي وتتدلى من سقفه تسع ثريات ألمانية بديعة الجمال

## مصلى النساء
ويوجد مصلى خاص بالنساء فوق المصلى اليومي، وهو متصل أيضا في بنائه بالقاعة الرئيسية ويشرف عليها من جهتها الشرقية، ومصلى النساء هذا يتسع لألف مصلية، وحائطه القبلي المشرف على المصلى الرئيسي مكون من أحد عشر مشربية رائعة الشكل والزخرفة تسمح بسماع صوت الإمام والخطيب ولا تتيح المجال لظهور النساء من خلفها، ومما يذكر أن في هذا المصلى 18 ثريا للإنارة، وحوائطه على شكل بواكي قوسية ملبسة بالسيراميك الأصفهاني الملون، ولهذا المصلى الخاص بالنساء مدخل مستقل من الجهة الجنوبية للمسجد، وله أيضا مرافق للوضوء والطهارة ملحقة به، وبه مصعد كهربائي.

## المئذنة
ومئذنة المسجد الكبير في الكويت تمتد في السماء كالسهم، وهي منفصلة عن البناء في الجهة الغربية الشمالية منه تحف بها أعمدة من أعمدة الأروقة ترتبط بقاعدتها الضخمة كأنها الحرس المحيط بالعلم، وارتفاعها الكلي 72 مترا، وبعد أكثر من ثلثيها يرتفع بيت المؤذن (الشرفة) المحاط بأعمدة تحمل سقفا له، ومن وسط سقف بيت المؤذن تستمر المنارة في الارتفاع بقطر يقل عن نصف قطرها الأساسي حتى تختتم بقبة صغيرة تعتّم بها ويزينها فوق قبتها هذه هلال ضخم يرتفع فوق عمود من النحاس والمئذنة مضلعة الشكل عدد أضلاعها اثنا عشر ضلعا وهي مكسوة بالحجر السوري الجيد المجلوب من طرطوس. وفي داخل المئذنة استخدم مصعد كهربائي يصل إلى أعلاها عوضا عن الدرج المعهود في المآذن الأخرى، وإذا ما نظرت إلى المنارة في الليل أخذت بلبك الأنوار المسلطة عليها من كل جانب، حتى إذا كادت تختفي أشعتها تحت بيت المؤذن انطلقت أضواء أخرى أشد لمعانا فأنارت القسم العلوي من المئذنة ببريق يخطف الأبصار.

## صحن المسجد وتوابعه
وفي الجهة الشرقية من المسجد الكبير في الكويت صحن المسجد الرئيسي الفسيح الواسع الذي تحف به الأروقة من جوانبه الثلاث، وهي ترتفع على أعمدة مسافة ثمانية أمتار، وتتدلى من سقفها فوانيس حديثة الصنع قديمة الشكل، وطول تلك الأروقة 760 مترا وهي تقي من الشمس والمطر، وتستخدم للصلاة أحيانا، وحوائطها من السيراميك الجميل.
وللمسجد صحنان آخران أصغر من هذا، ومساحة تلك الصحون كلها 8053 م2، وقد استخدم في أرضيتها حجر الكوتا الهندي بألوانه الطبيعية التي تقارب ألوان البيئة الكويتية القديمة.
وفي الجهة الشمالية والجنوبية من الصحن الشرقي بنيت دورات المياه التي تضم 133 ميضأة و78 حماما، وحوائـط تلك الميضآت من السيراميك الأصفهاني، ومقاعد الوضوء فيها من الرخام الكرارة الإيطالي وفي حوائطها نوافذ واسعة للإضاءة الطبيعية وتجديد الهواء.
وتحت صحن المسجد حفر في باطن الأرض موقف للسيارات ضخم مكون من خمسة أدوار يتسع لـ 550 سيارة وله مصاعد في جوانبه توصل الناس إلى الصحن والأروقة.

## أبواب المسجد
وجميع أبواب المسجد الكبير في الكويت من خشب الساج الهندي الذي صنع وحفرت عليه الآيات القرآنية بالخطوط المتنوعة والزخارف الهندسية والنباتية المورقة
بمهارة عالية في الهند، وعدد تلك الأبواب واحد وعشرون بابا: منها أربعة عشر باباً من ناحية الشرق، وأربعة في الجهة الجنوبية، وثلاثة في الجهة الشمالية.

## المكتبات وقاعات الدراسة
وفي المسجد الكبير في الكويت مكتبتان:
1. الأولى مكتبة شرعية ضخمة للمختصين من أهل العلم وأصحاب الدراسات والبحوث، وفيها خلوات خاصة للقراءة والمطالعة
2. ومكتبة أخرى في لغات عالمية شتى غير العربية، تحوي العديد من الكتب والأشرطة وخلافها عن الإسلام، ليتسنى لزوار المسجد غير المسلمين أو غير العرب من المسلمين فرصة الإطلاع على حقائق الإسلام ومبادئه الراقية وهذه المكتبة الثانية توزع كتبها بالمجان على الزوار، فيظهر أثرها بإسلام بعضهم لله رب العالمين.

- وإلى جوار المكتبتين توجد قاعة من دورين تستوعب 250 شخصا، يتم فيها تنظيم وإلقاء المحاضرات العلمية والندوات الخاصة، وتقام فيها البرامج التعريفية بالمسجد إضافة إلى الأنشطة العلمية والثقافية الأخرى مما ينفرد به المسجد الكبير دون غيره وهذا يجعل من زيارته متعة وفائدة.

## معرض الصور

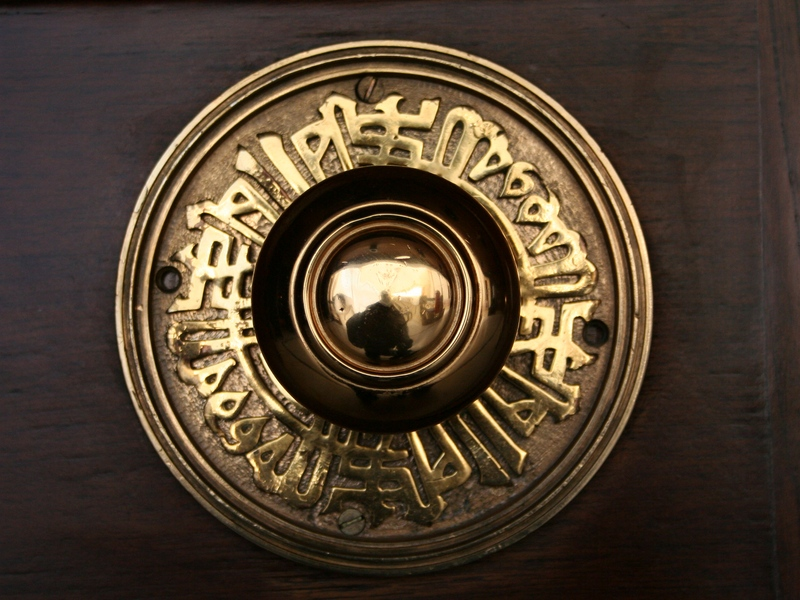
تفاصيل مقبض باب المسجد الكبير
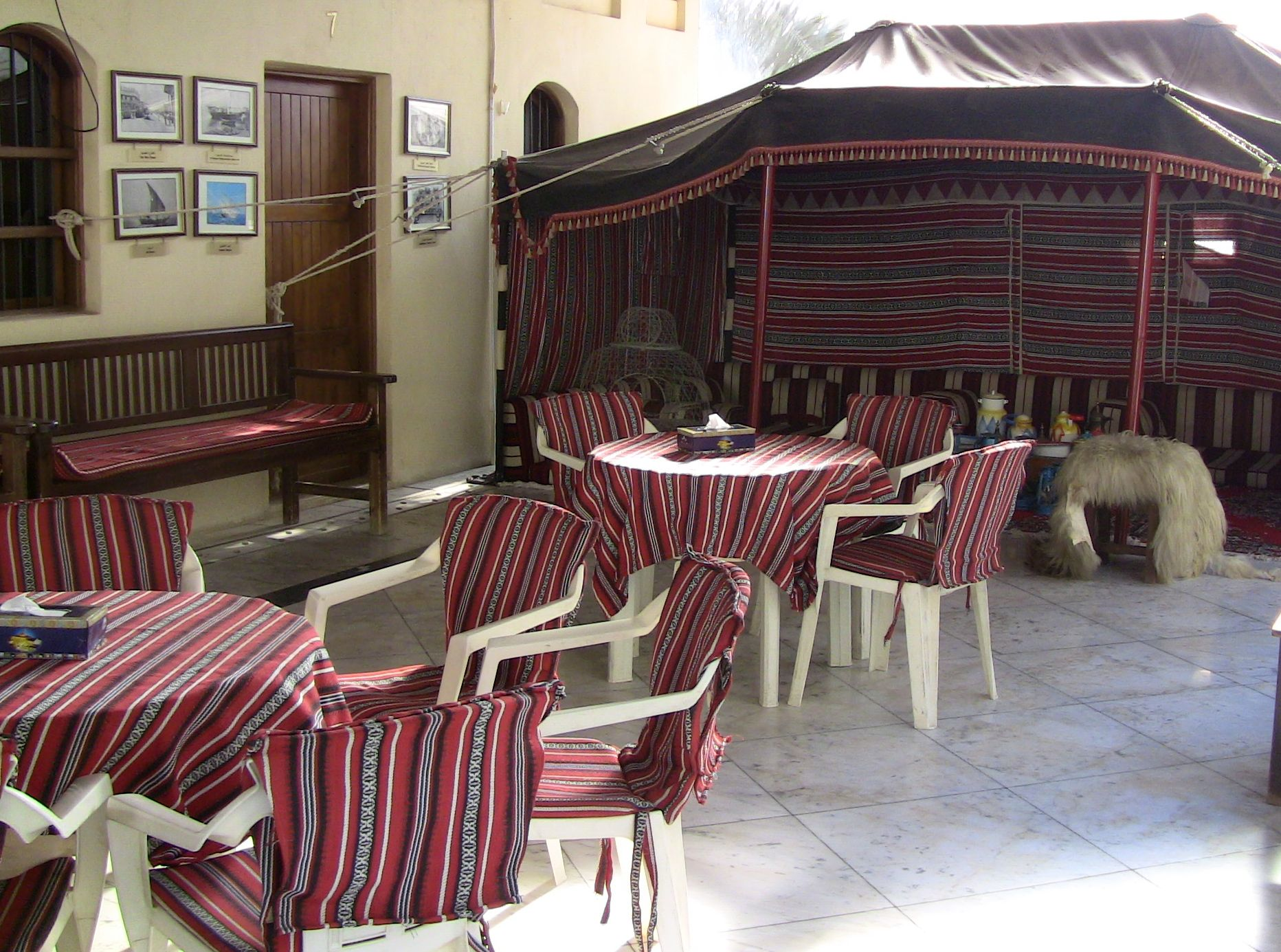
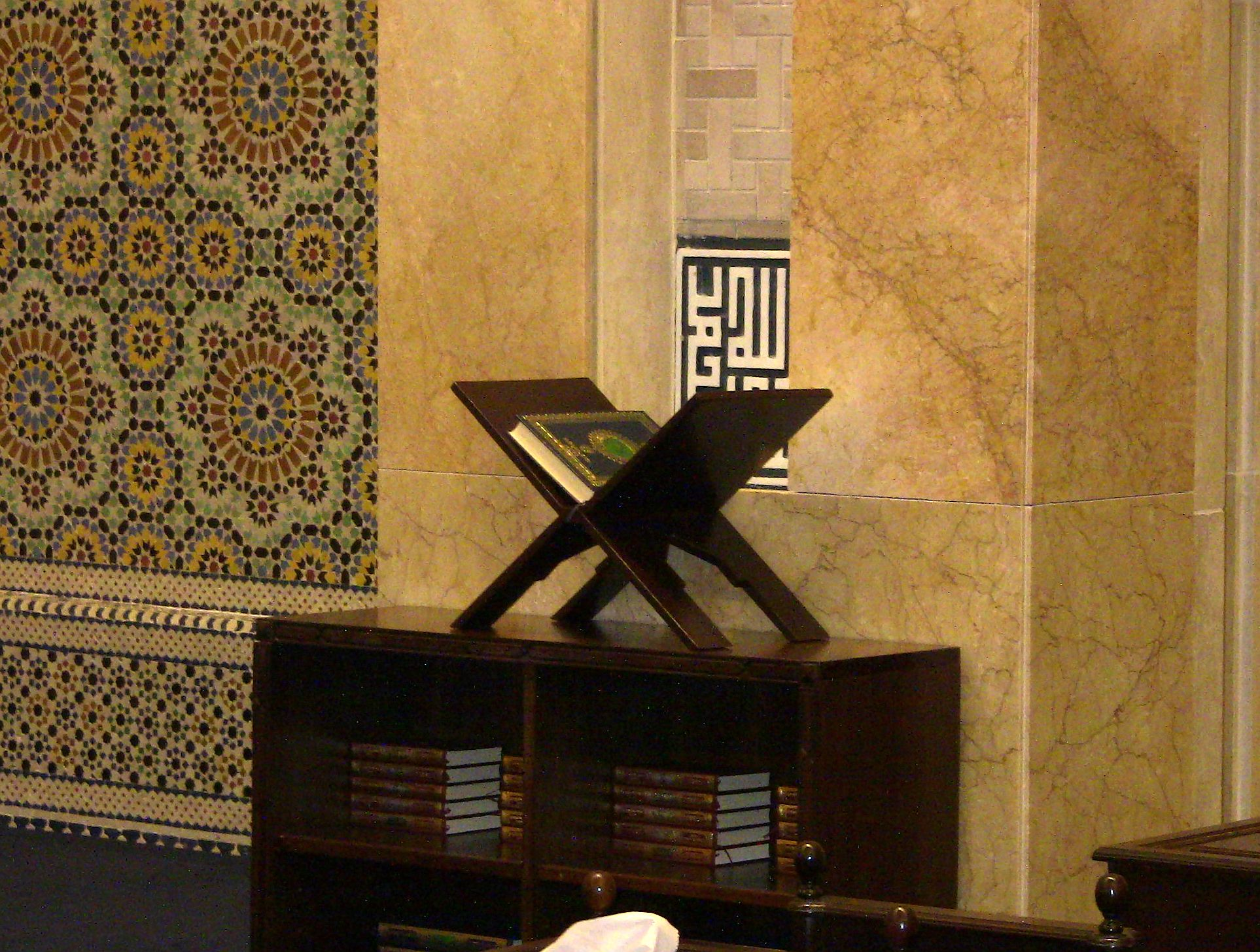
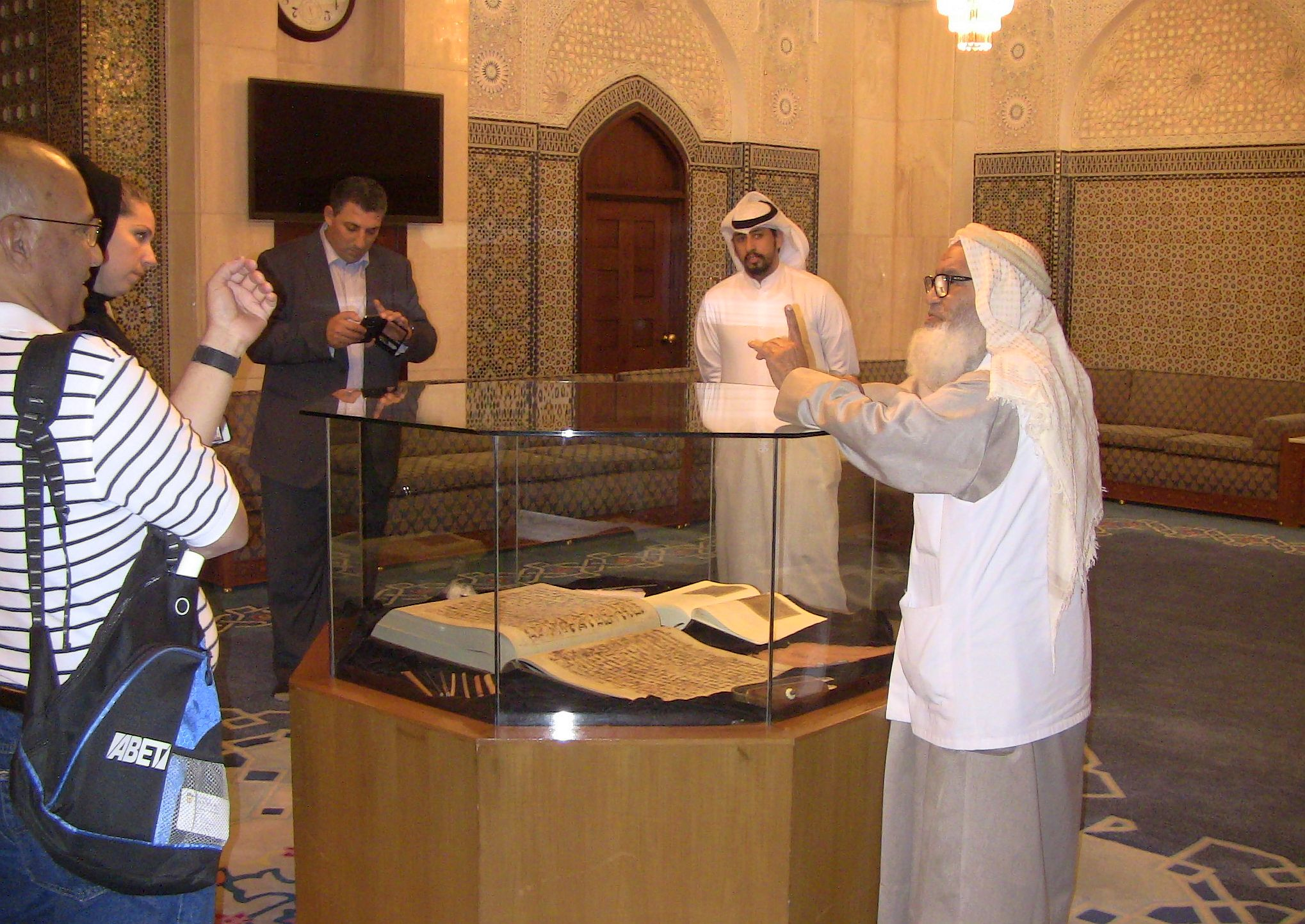
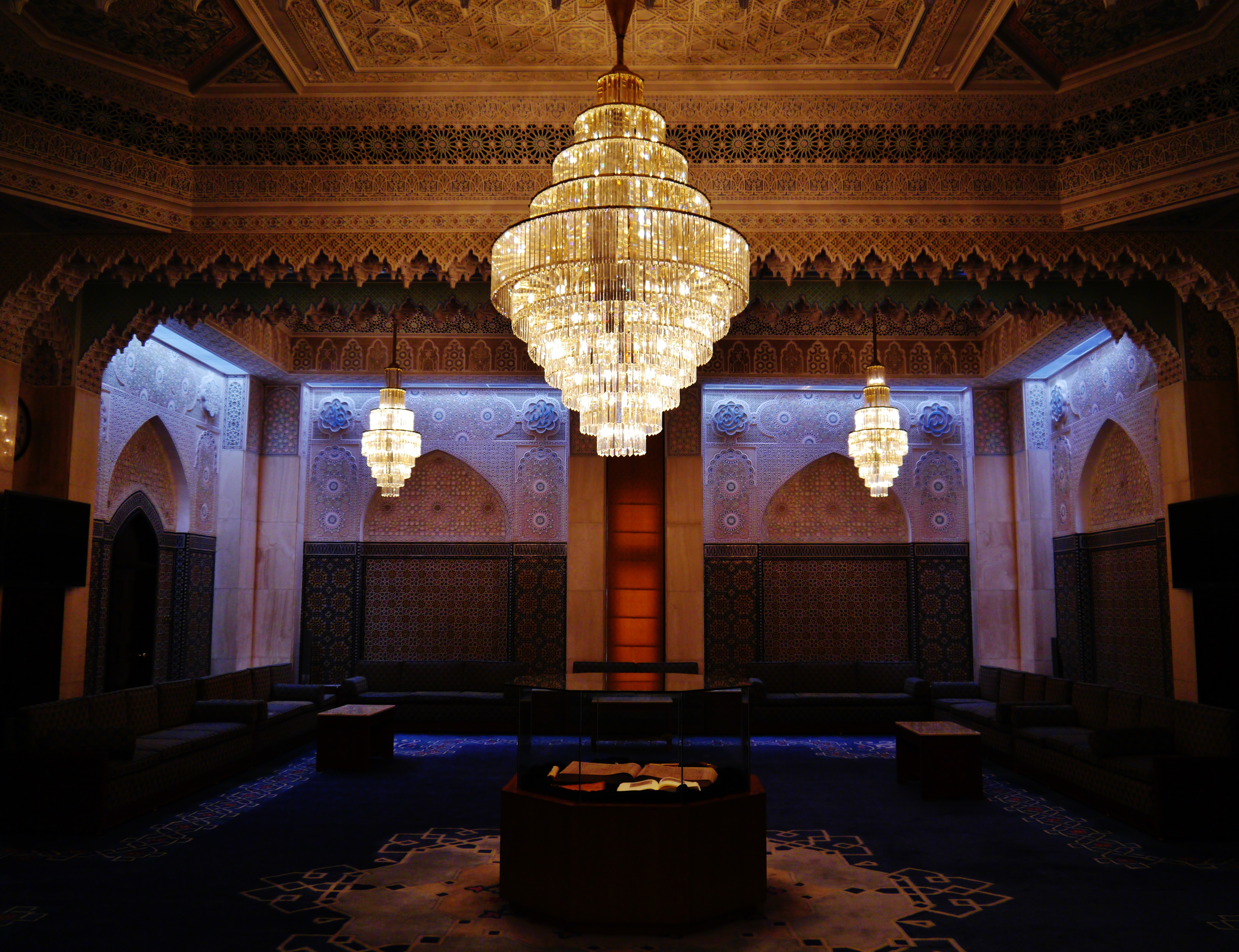
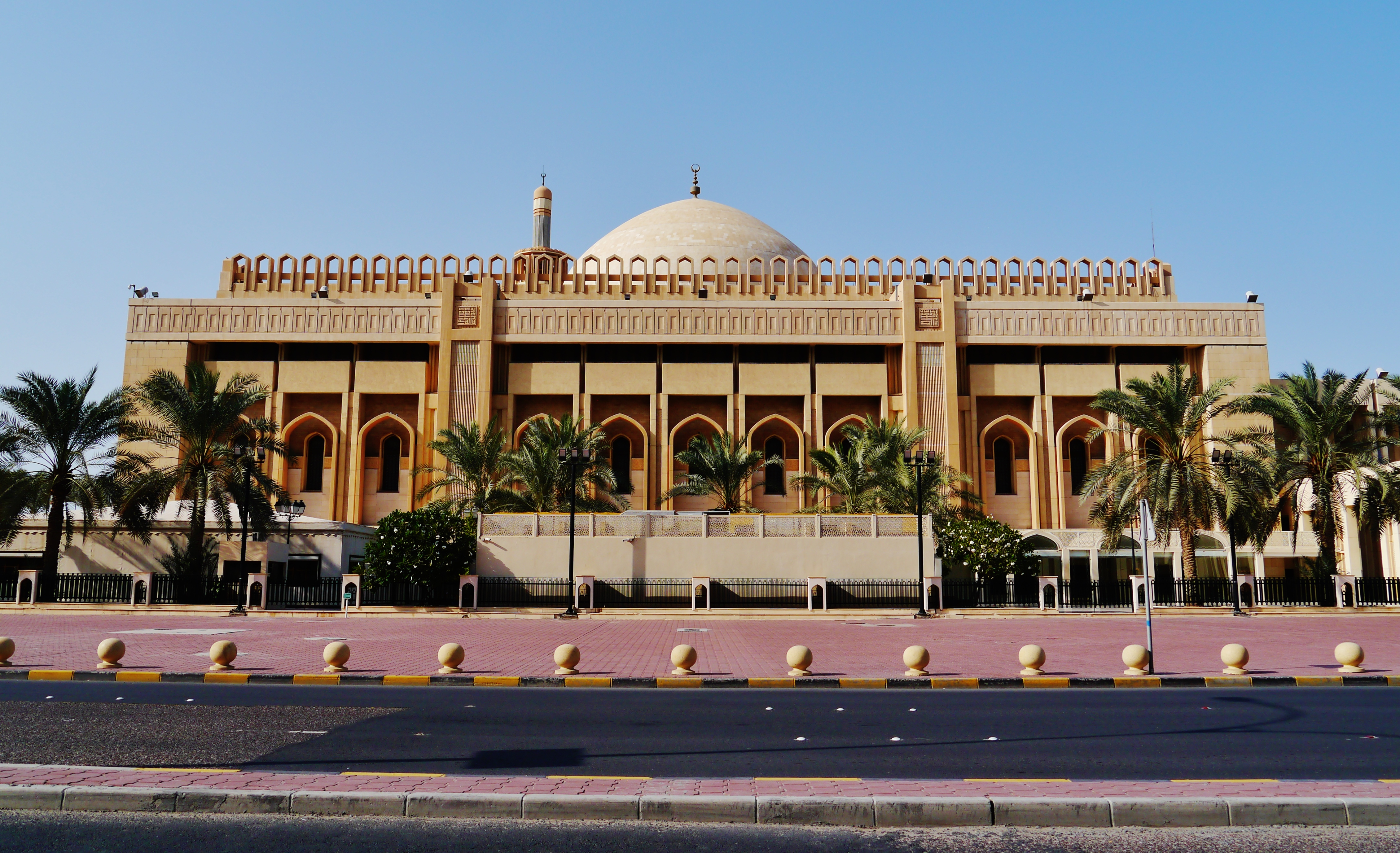
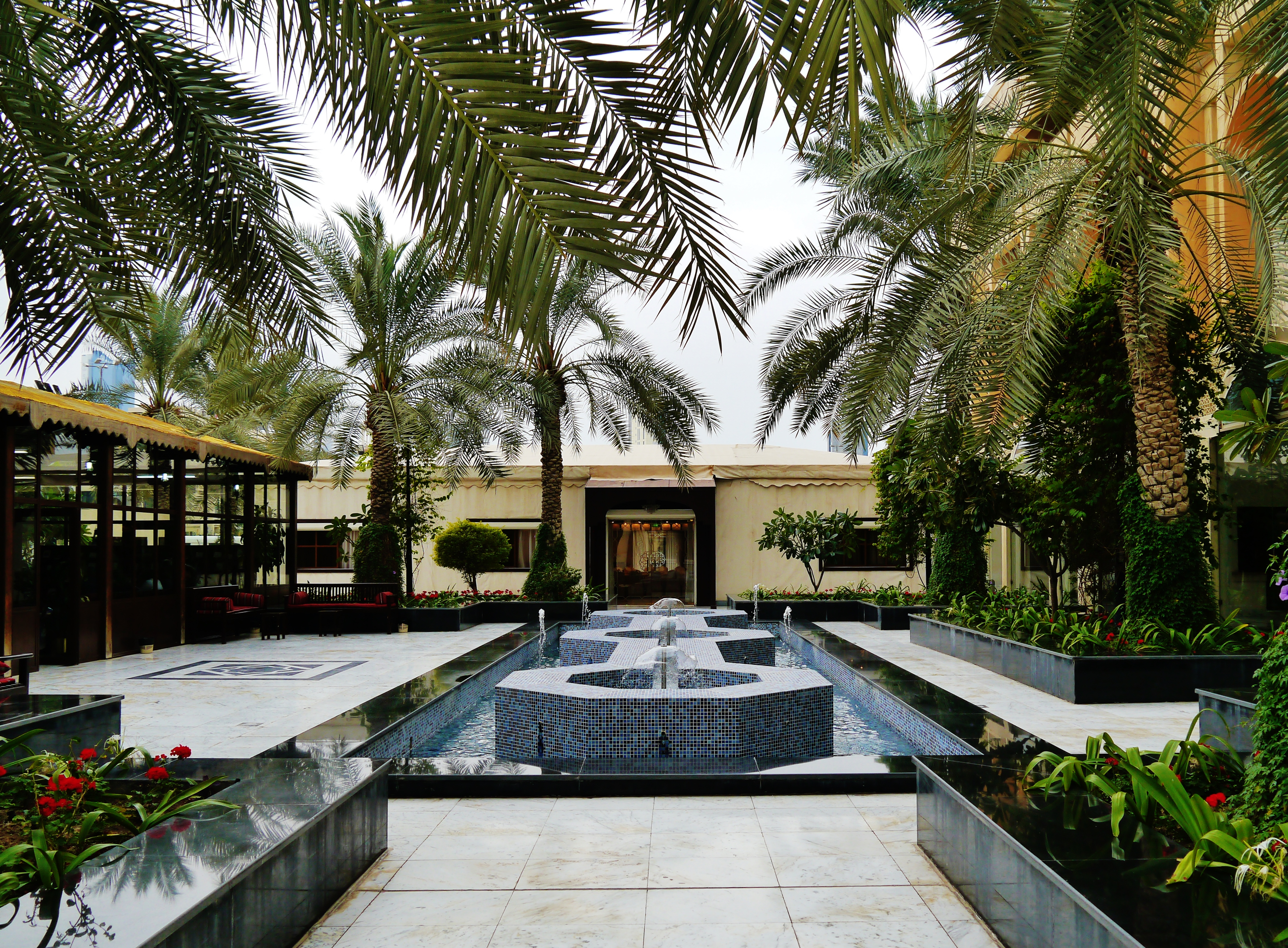
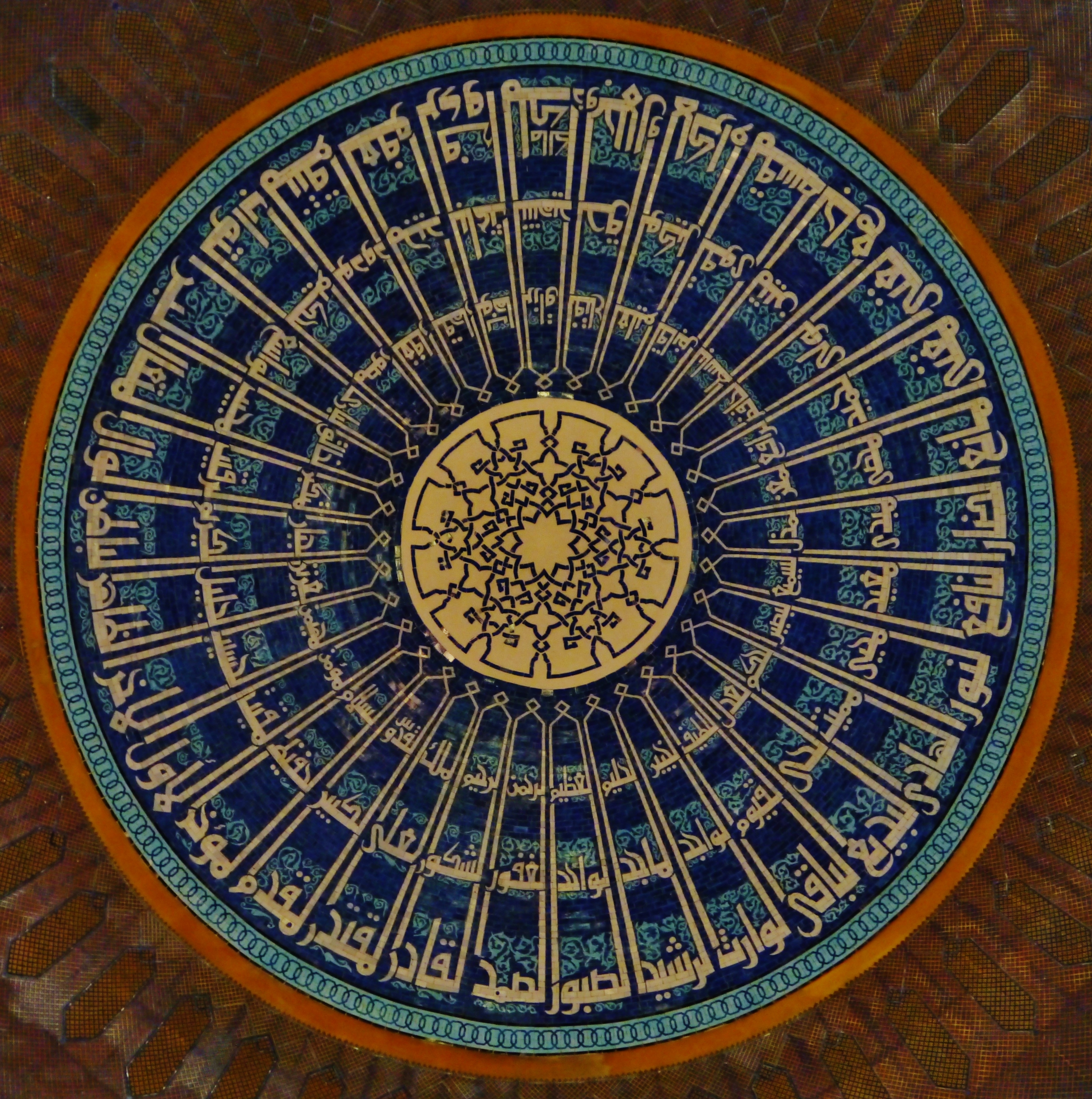

## وصلات خارجية
- موقع المسجد الكبير